# Tiêu chuẩn
Tiêu chuẩn kỹ thuật là những quy định về đặc tính kỹ thuật, yêu cầu quản lý được dùng để làm chuẩn để phân loại, đánh giá sản phẩm, hàng hoá, dịch vụ, quá trình, môi trường và các đối tượng khác trong hoạt động kinh tế - xã hội (sau đây gọi là đối tượng) nhằm nâng cao chất lượng và hiệu quả của các đối tượng này. Tiêu chuẩn kỹ thuật do một tổ chức công bố dưới dạng văn bản để áp dụng tự nguyện.

## Hợp chuẩn
Hợp chuẩn là các đối tượng phù hợp với tiêu chuẩn kỹ thuật tương ứng đã được công bố.
Công bố hợp chuẩn là việc tổ chức, cá nhân tự công bố các đối tượng phù hợp với tiêu chuẩn tương ứng.
Chứng nhận hợp chuẩn là việc xác nhận đối tượng của hoạt động trong lĩnh vực tiêu chuẩn phù hợp với tiêu chuẩn tương ứng. Về nguyên tắc đây là hoạt động tự nguyện, tuy nhiên trong một số trường hợp theo yêu cầu của khách hàng thì nó trở thành bắt buộc.

## Một số tiêu chuẩn
- VietGAP, AseanGAP, GlobalGAP...